# Pawłów (rejon tarnopolski)
Pawłów (ukr. Павлів, Pawłiw) – wieś na Ukrainie w rejonie tarnopolskim (do 2020 brzeżańskim) należącym do obwodu tarnopolskiego.